# Ida Rhodes

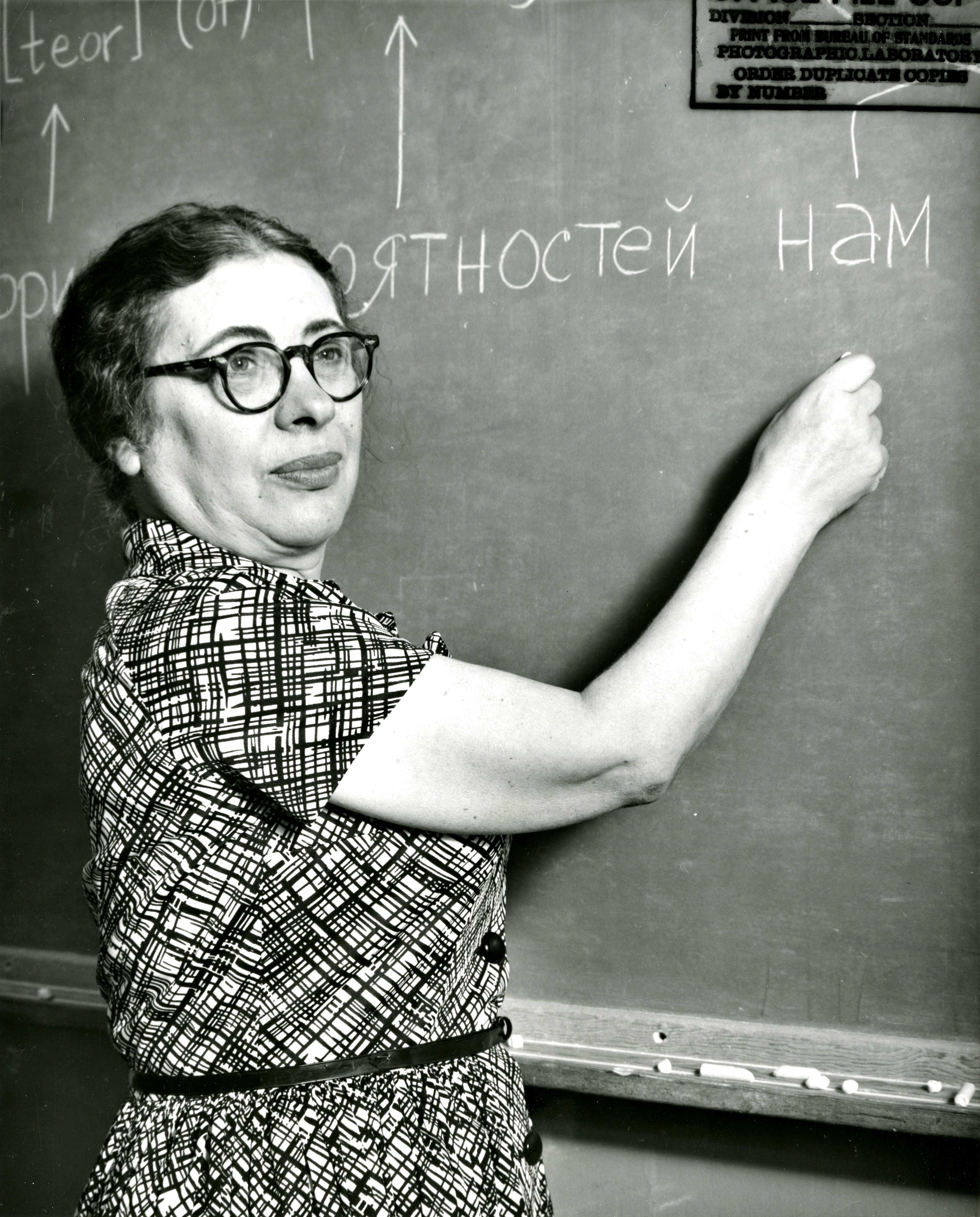
Ida Rhodes beim NBS im Mai 1959

Ida Rhodes (geb. als Hadassah Itzkowitz am 2. Maijul. / 15. Mai 1900greg. in der Ukraine; gest. 1. Februar 1986 in Rockville (Maryland)) war eine ukrainisch-amerikanische Mathematikerin und Computerpionierin.

## Leben
Rhodes wurde in einem jüdischen Dorf zwischen Nemirow und Tulcin in der Ukraine geboren (etwa 150 Meilen südwestlich von Kiew) und wurde von der Gutsbesitzerin und Gräfin, zu der das Dorf gehörte, protegiert und in Naturgeschichte unterrichtet (die Gräfin war passionierte Botanikerin). 1913 kam sie mit ihrer Familie in die USA. Ab 1919 studierte sie Mathematik an der Cornell University mit dem Bachelor- und Master-Abschluss 1923. Sie studierte in Abendkursen, während sie nachts als Krankenschwester arbeitete (Physik und Chemie kamen deshalb als Studienfächer nicht in Betracht, da die Laborkurse tagsüber waren). Danach war sie in verschiedenen Stellen mit numerischen Berechnungen befasst. 1930/31 studierte sie nochmals an der Columbia University. Ab 1940 war sie beim Mathematical Tables Project in New York City, einem seit 1938 im Rahmen des Arbeitsbeschaffungsprogramms WPA des New Deal bestehenden umfangreichen Projekts zur Tabellierung mathematischer Funktionen, das bis 1948 andauerte (aus ihm ging der Abramowitz-Stegun hervor, an dessen Entstehung Rhodes beteiligt war). Dort arbeitete sie für Gertrude Blanch, eine weitere daran beteiligte Mathematikerin war Irene Stegun. Das Projekt benutzte noch keine elektronischen Rechenmaschinen, sondern Lochkartenmaschinen, menschliche Rechner und Tischrechner. Sie blieb bis 1947 bei dem Projekt.
Als Computerpionierin wirkte sie nach dem Krieg. Sie war ab 1947 bei den National Applied Mathematics Laboratories (NAML) des National Bureau of Standards (NBS) in Washington D. C. und maßgeblich am Aufbau des SEAC Computers beim NBS beteiligt und als Beraterin bei weiteren Projekten, wofür sie 1949 die Goldmedaille des Handelsministeriums erhielt. Als das Census Bureau (Volkszählung) 1951 einen UNIVAC I erhielt, implementierte sie dort die Assemblersprache C-10, die sie mit  Betty Holberton entworfen hatte. Sie schrieb auch das ursprüngliche Programm, das die Sozialversicherungsbehörde der USA benutzte. Rhodes ging 1964 beim NBS in den Ruhestand, arbeitete aber weiter als Beraterin des National Bureau of Standards bis 1971. Sie blieb weiter aktiv, führte eine umfangreiche internationale Korrespondenz, reiste viel und engagierte sich für jüdische Einrichtungen. In New York lernte sie auch Golda Meir kennen, die sie nach Israel einlud, sie kümmerte sich aber in New York um ihre alternden Eltern.
Sie schrieb auch einen häufig benutzten Algorithmus für den jüdischen Kalender.
1952 veröffentlichte sie eine optimistische Version einer von Computern beherrschten Welt (The Human Computer´s Dreams of the Future). Sie befasste sich auch als eine der Ersten mit Fremdsprachenübersetzung mit dem Computer.
Neben der Goldmedaille des Handelsministeriums (1949) erhielt sie 1976 ein Certificate of Appreciation des Handelsministeriums und wurde 1981 auf der AFIPS National Computer Conference in Chicago als UNIVAC 1 Pionier geehrt.